# Bokerley Dyke

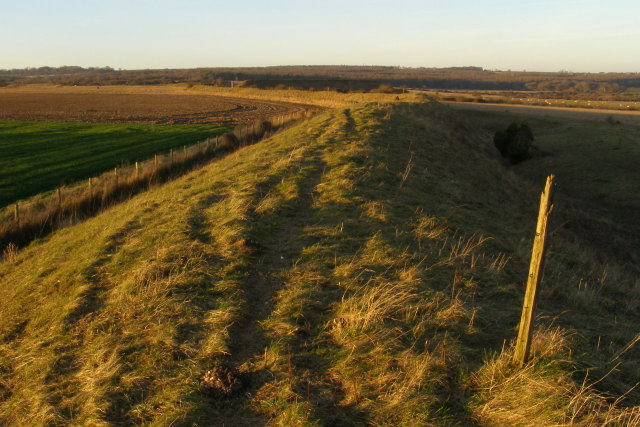
Bokerley Dyke en Martin Down

Bokerley Dyke es una fosa defensiva romano-británica ubicada en el noreste de Dorset (Inglaterra), cerca de la localidad de Pentridge. Se extendía a lo largo de varios kilómetros atravesando la calzada romana entre Old Sarum (actual Salisbury, Wiltshire) y Badbury Rings sobre una formación de tiza conocida como Cranborne Chase. Construida en el año 367, representó un gran problema para la conquista sajona del condado, la cual no fue posible sino hasta casi 200 años después de la finalización oficial de la ocupación romana. Cuando los invasores lograron pasar Bokerley Dyke en la segunda mitad del siglo VI, la línea defensiva debió retirarse a Combs Ditch, unos 50 km al suroeste, pero pronto los sajones pasaron también esa defensa y llegaron a Dorchester.
Bokerley Dyke presenta continuidad con Grim's Ditch, la cual se adentra en Hampshire.